# Puchar Estonii w piłce siatkowej mężczyzn (2010)
Rozgrywki o Puchar Estonii w piłce siatkowej mężczyzn w 2010 roku (Eesti meeste karikavõistlused) zainaugurowane zostały 4 listopada. 
Rozgrywki składały się z dwóch rund wstępnych, półfinałów i finału.
Finał rozegrany został 11 grudnia 2010 roku w Paide Spordihallis w Paide.
Puchar Estonii zdobyła drużyna Selver Tallinn.

## Terminarz
| Runda     | Termin            | Termin            | Liczba meczów |
| Runda     | pierwszy mecz     | ostatni mecz      | Liczba meczów |
| --------- | ----------------- | ----------------- | ------------- |
| 2. runda  | 4 listopada 2010  | 17 listopada 2010 | 4             |
| 3. runda  | 12 listopada 2010 | 2 grudnia 2010    | 8             |
| Półfinały | 7 grudnia 2010    | 10 grudnia 2010   | 2             |
| Finał     | 11 grudnia 2010   | 11 grudnia 2010   | 1             |

## Drużyny uczestniczące
| Meistriliiga               | Meistriliiga |
| Zespół                     | Osiągnięcie  |
| -------------------------- | ------------ |
| Rakvere Grossi Toidukaubad | półfinał     |
| Pärnu VK                   | finał        |
| Selver Tallinn             | zwycięstwo   |
| Tartu Pere Leib            | półfinał     |
| TTÜ                        | 3. runda     |
| Valio Võru VK              | półfinał     |

| I liiga                    | I liiga     |
| Zespół                     | Osiągnięcie |
| -------------------------- | ----------- |
| Audentese SG/Noortekoondis | 3. runda    |
| Põltsamaa Felix            | 2. runda    |
| TTÜ/Kiili                  | 3. runda    |
| TTÜ II                     | 3. runda    |

## Wyniki spotkań

### 2. runda
Drużyny oznaczone czcionką pogrubioną awansowały do dalszej rundy, a kursywą odpadły z rozgrywek. Po lewej gospodarze pierwszych meczów.
| 12.11.2010 | Põltsamaa Felix | 3:2 | Audentese SG/Noortekoondis |
| 17.11.2010 | Põltsamaa Felix | 1:3 | Audentese SG/Noortekoondis |

| 04.11.2010 | TTÜ/Kiili | 3:1 (25:12, 25:17, 26:28, 25:23) | TTÜ II |
| 08.11.2010 | TTÜ/Kiili | 3:0 (25:22, 25:16, 26:24)        | TTÜ II |

### 3. runda
Drużyny oznaczone czcionką pogrubioną awansowały do dalszej rundy, a kursywą odpadły z rozgrywek. Po lewej gospodarze pierwszych meczów.
| 01.12.2010 | Selver Tallinn             | 3:1 (23:25, 25:13, 25:12, 25:14)        | Audentese SG/Noortekoondis |
| 02.12.2010 | Selver Tallinn             | 3:0 (25:11, 25:18, 25:14)               | Audentese SG/Noortekoondis |
| 24.11.2010 | Rakvere Grossi Toidukaubad | 3:1 (25:15, 25:22, 21:25, 25:14)        | Valio Võru VK              |
| 02.12.2010 | Rakvere Grossi Toidukaubad | 3:2 (19:25, 25:15, 25:22, 24:26, 15:13) | Valio Võru VK              |

| 12.11.2010 | TTÜ       | 0:3 (23:25, 21:25, 23:25)        | Tartu Pere Leib |
| 24.11.2010 | TTÜ       | 1:3 (19:25, 25:18, 16:25, 22:25) | Tartu Pere Leib |
| 18.11.2010 | TTÜ/Kiili | 0:3 (20:25, 19:25, 12:25)        | Pärnu VK        |
| 21.11.2010 | TTÜ/Kiili | 0:3 (15:25, 22:25, 17:25)        | Pärnu VK        |

### Półfinały
| 07.12.2010 | Selver Tallinn | 3:0 (25:14, 25:21, 25:22) | Rakvere Grossi Toidukaubad |

| 10.12.2010 | Tartu Pere Leib | 2:3 (25:19, 23:25, 26:24, 19:25, 14:16) | Pärnu VK |

### Finał
| 11.12.2010 | Selver Tallinn | 3:1 (25:16, 23:25, 25:17, 25:16) | Pärnu VK |

## Klasyfikacja końcowa
| Miejsce | Zespół                     |
| ------- | -------------------------- |
| 1       | Selver Tallinn             |
| 2       | Pärnu VK                   |
| 3-4     | Rakvere Grossi Toidukaubad |
| 3-4     | Tartu Pere Leib            |
| 5-8     | Audentese SG/Noortekoondis |
| 5-8     | TTÜ                        |
| 5-8     | TTÜ/Kiili                  |
| 5-8     | Valio Võru VK              |
| 9-10    | Põltsamaa Felix            |
| 9-10    | TTÜ II                     |